# Viola ambigua
Viola ambigua är en violväxtart som beskrevs av Franz de Paula Adam von Waldstein-Wartemberg och Kit.. Viola ambigua ingår i släktet violer, och familjen violväxter. Inga underarter finns listade i Catalogue of Life.

## Bildgalleri

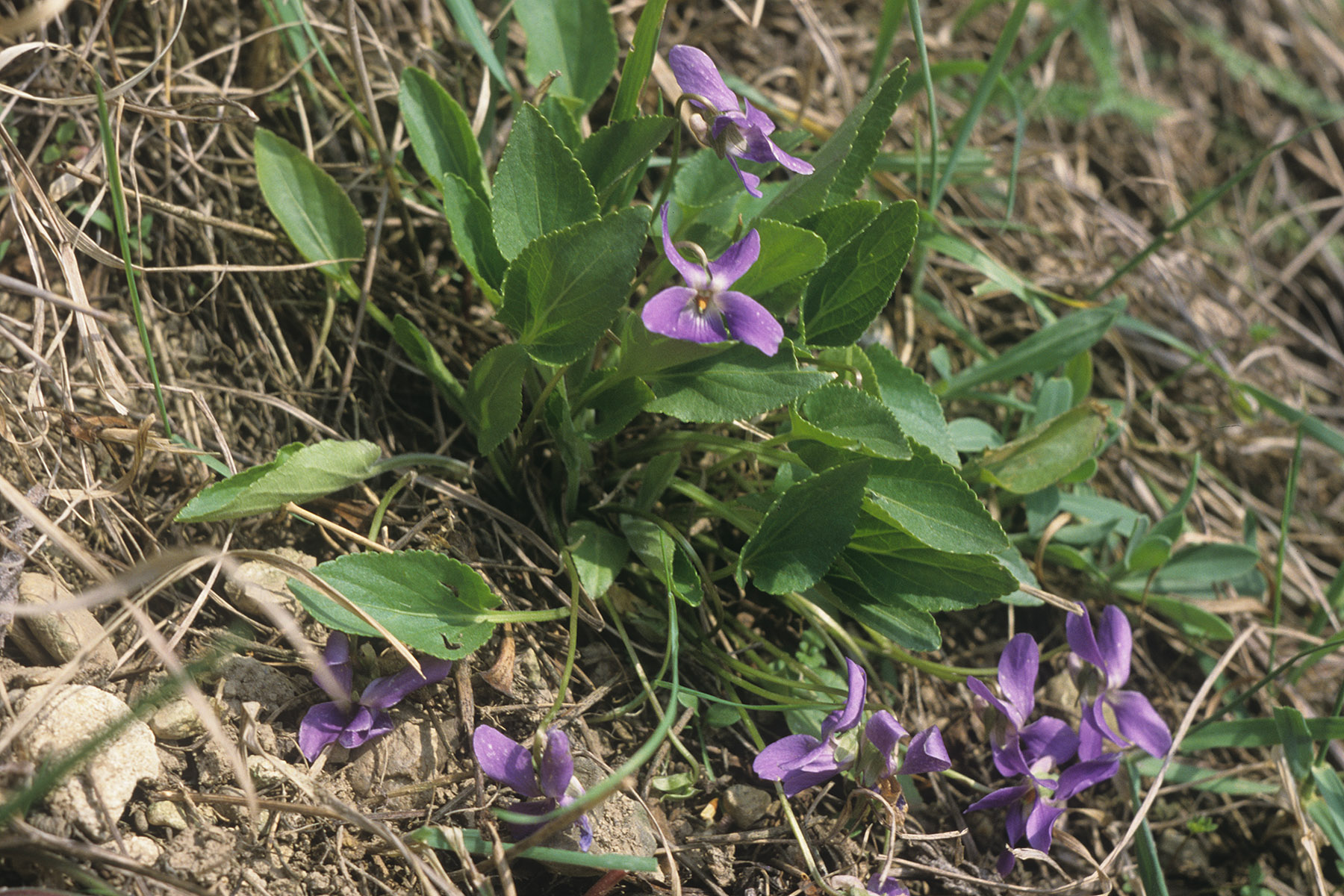
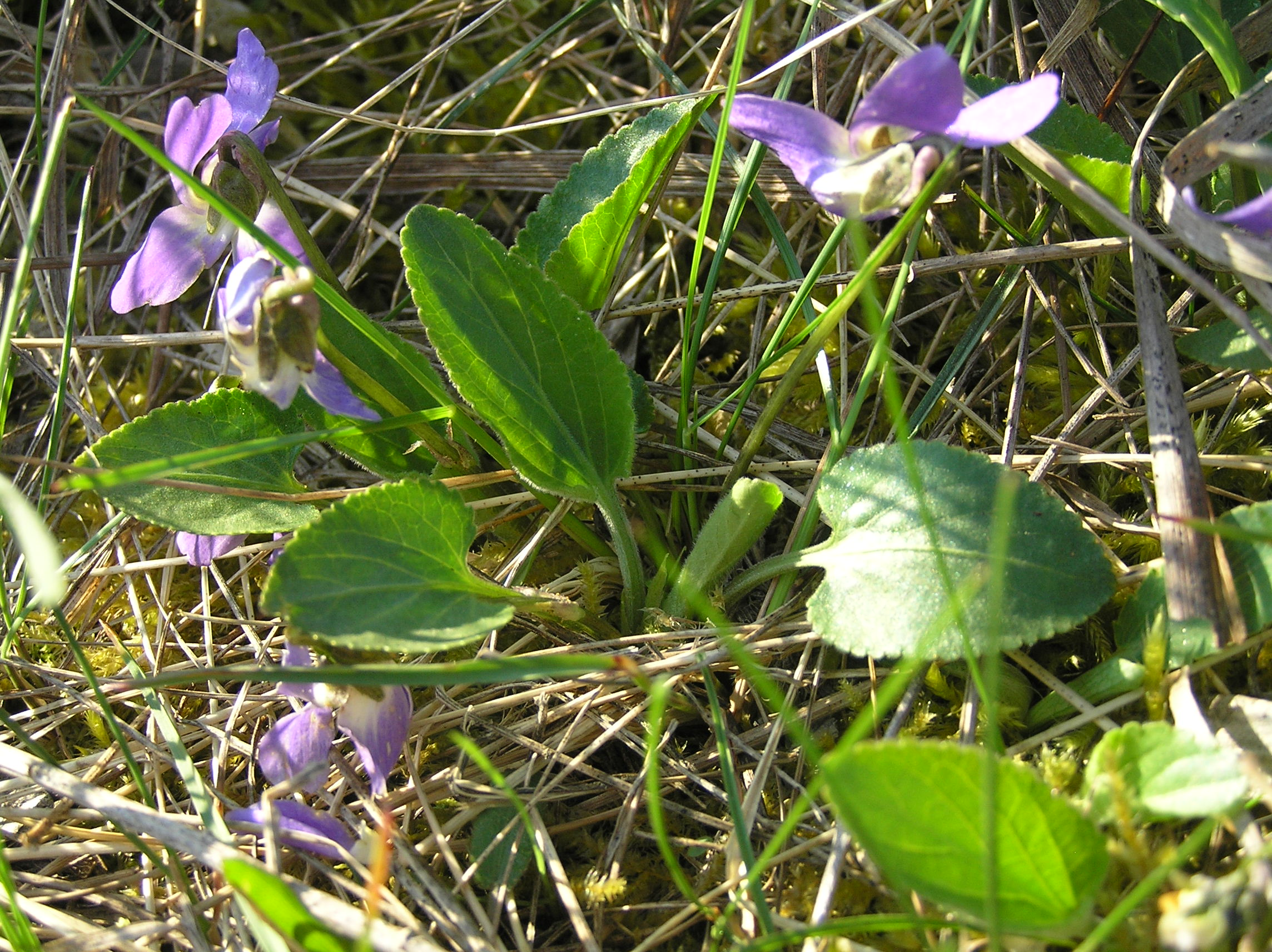
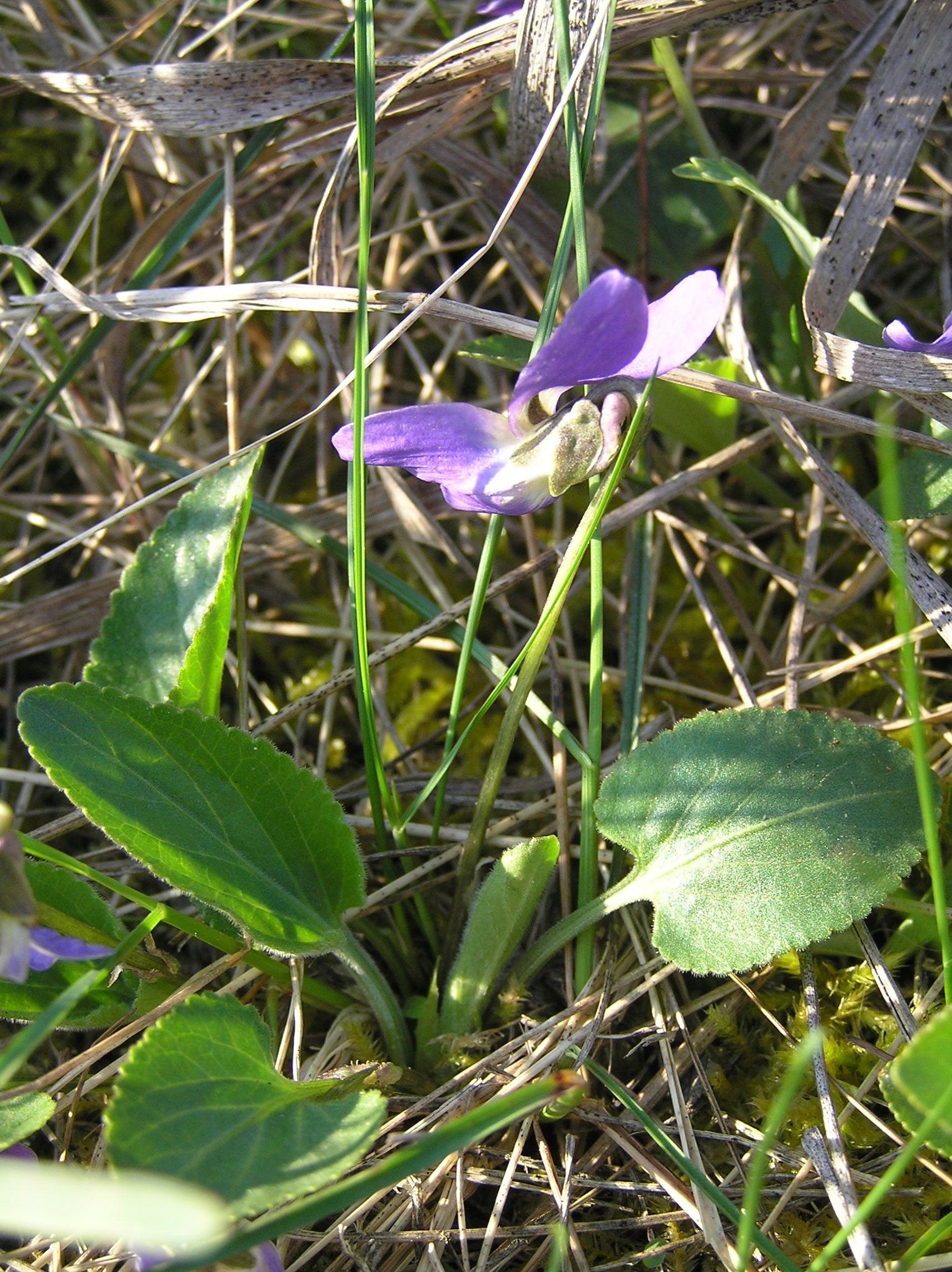